# William Hamilton, XI duca di Hamilton
William Alexander Archibald Douglas-Hamilton, XI duca di Hamilton (Londra, 19 febbraio 1811 – Parigi, 8 luglio 1863), è stato un nobile scozzese.

## Biografia

### Infanzia ed educazione
Era il figlio di Alexander Hamilton, X duca di Hamilton, e di sua moglie, Susan Euphemia Beckford, figlia del romanziere inglese William Beckford. Fu educato a Eton College e al Christ Church di Oxford.
Fu cavaliere maresciallo di Scozia dal 1846 e lord luogotenente del Lanarkshire (1852-1863).

### Matrimonio

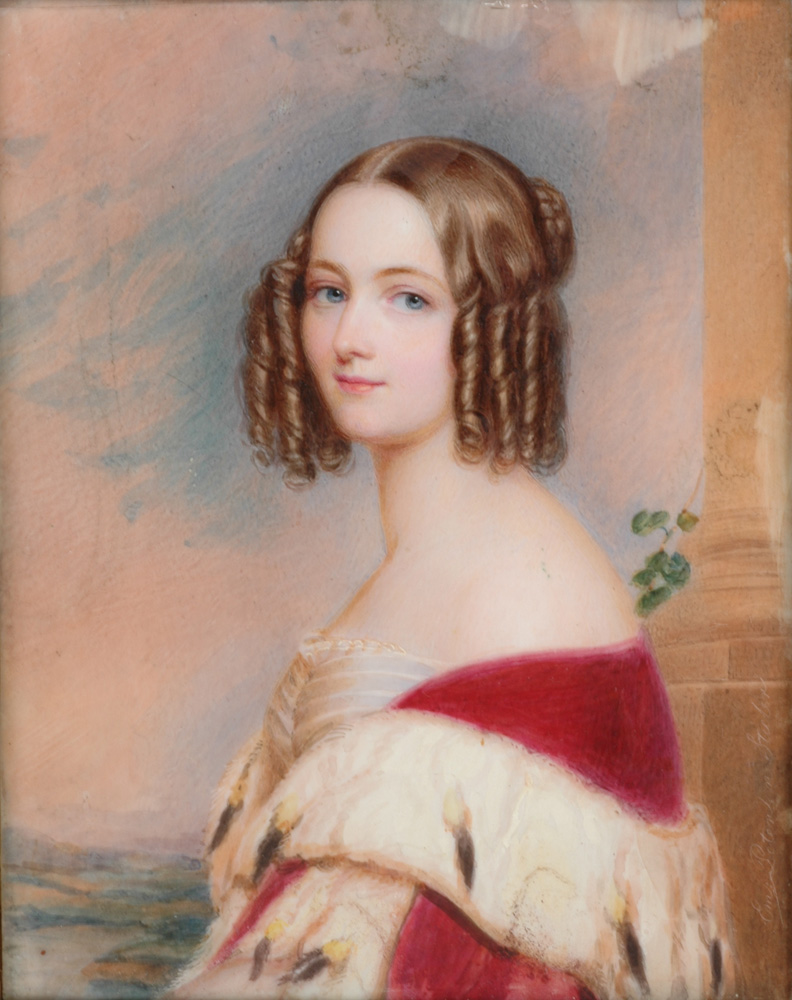
La principessa Maria Amelia di Baden ritratta da Emanuel Thomas Peter nel 1842

Nel 1843 al palazzo di Mannheim, sposò la principessa Maria Amelia di Baden, figlia del granduca Carlo II di Baden e di Stefania di Beauharnais, seconda cugina dei figli adottivi di Napoleone. Ebbero tre figli.

### Duca di Hamilton
Ascese al Ducato di Hamilton nel 1852, dopo la morte del padre Alexander.

### Morte
Il Duca William Hamilton morì il 18 aprile 1863 a Parigi.

## Discendenza
Dal matrimonio tra William e Maria Amelia di Baden nacquero:
- William Douglas-Hamilton, XII duca di Hamilton (12 marzo 1845-16 maggio 1895);
- Charles George Douglas-Hamilton, VII conte di Selkirk (18 maggio 1847-2 maggio 1886);
- Lady Maria Vittoria Hamilton (11 dicembre 1850-14 maggio 1922), sposò prima Alberto I di Monaco, e poi Tassilo Festetics von Tolna.

## Ascendenza
|                                            |                      |                                             | Genitori                                           |  |  | Nonni |  |  | Bisnonni                              |  |  | Trisnonni                               |  |
|                                            |                      |                                             |                                                    |  |  |       |  |  | 8. James Hamilton, V duca di Hamilton |  |  | 16. James Hamilton, IV duca di Hamilton |  |
|                                            |                      |                                             |                                                    |  |  |       |  |  | 8. James Hamilton, V duca di Hamilton |  |  | 16. James Hamilton, IV duca di Hamilton |  |
|                                            |                      | 17. hon. Elizabeth Gerard                   |                                                    |  |  |       |  |  | 8. James Hamilton, V duca di Hamilton |  |  |                                         |  |
| 4. Archibald Hamilton, IX duca di Hamilton |                      |                                             |                                                    |  |  |       |  |  | 8. James Hamilton, V duca di Hamilton |  |  |                                         |  |
|                                            |                      | 9. Anne Spencer                             | 18. Edward Spencer                                 |  |  |       |  |  |                                       |  |  |                                         |  |
|                                            |                      | 9. Anne Spencer                             | 18. Edward Spencer                                 |  |  |       |  |  |                                       |  |  |                                         |  |
|                                            |                      | 9. Anne Spencer                             | 19. Anne Baker                                     |  |  |       |  |  |                                       |  |  |                                         |  |
| 2. Alexander Hamilton, X duca di Hamilton  |                      | 9. Anne Spencer                             |                                                    |  |  |       |  |  |                                       |  |  |                                         |  |
|                                            |                      | 10. Alexander Stewart, VI conte di Galloway | 20. James Stewart, V conte di Galloway             |  |  |       |  |  |                                       |  |  |                                         |  |
|                                            |                      | 10. Alexander Stewart, VI conte di Galloway | 20. James Stewart, V conte di Galloway             |  |  |       |  |  |                                       |  |  |                                         |  |
|                                            |                      | 10. Alexander Stewart, VI conte di Galloway | 21. lady Catherine Montgomerie                     |  |  |       |  |  |                                       |  |  |                                         |  |
| 5. lady Harriet Stewart                    |                      | 10. Alexander Stewart, VI conte di Galloway |                                                    |  |  |       |  |  |                                       |  |  |                                         |  |
|                                            |                      | 11. lady Catherine Cochrane                 | 22. John Cochrane, IV conte di Dundonald           |  |  |       |  |  |                                       |  |  |                                         |  |
|                                            |                      | 11. lady Catherine Cochrane                 | 22. John Cochrane, IV conte di Dundonald           |  |  |       |  |  |                                       |  |  |                                         |  |
|                                            |                      | 11. lady Catherine Cochrane                 | 23. lady Anne Murray                               |  |  |       |  |  |                                       |  |  |                                         |  |
| 1. William Hamilton, XI duca di Hamilton   |                      | 11. lady Catherine Cochrane                 |                                                    |  |  |       |  |  |                                       |  |  |                                         |  |
|                                            | 12. William Beckford | 24. Peter Beckford                          |                                                    |  |  |       |  |  |                                       |  |  |                                         |  |
|                                            | 12. William Beckford | 24. Peter Beckford                          |                                                    |  |  |       |  |  |                                       |  |  |                                         |  |
|                                            | 12. William Beckford | 25. Bathsuba Hering                         |                                                    |  |  |       |  |  |                                       |  |  |                                         |  |
| 6. William Beckford                        | 12. William Beckford |                                             |                                                    |  |  |       |  |  |                                       |  |  |                                         |  |
|                                            |                      | 13. Maria Hamilton                          | 26. hon. George Hamilton                           |  |  |       |  |  |                                       |  |  |                                         |  |
|                                            |                      | 13. Maria Hamilton                          | 26. hon. George Hamilton                           |  |  |       |  |  |                                       |  |  |                                         |  |
|                                            |                      | 13. Maria Hamilton                          | 27. Bridget Coward                                 |  |  |       |  |  |                                       |  |  |                                         |  |
| 3. Susan Euphemia Beckford                 |                      | 13. Maria Hamilton                          |                                                    |  |  |       |  |  |                                       |  |  |                                         |  |
|                                            |                      | 14. Charles Gordon, IV conte di Aboyne      | 28. John Gordon, III conte di Aboyne               |  |  |       |  |  |                                       |  |  |                                         |  |
|                                            |                      | 14. Charles Gordon, IV conte di Aboyne      | 28. John Gordon, III conte di Aboyne               |  |  |       |  |  |                                       |  |  |                                         |  |
|                                            |                      | 14. Charles Gordon, IV conte di Aboyne      | 29. Grace Lockhart                                 |  |  |       |  |  |                                       |  |  |                                         |  |
| 7. lady Margaret Gordon                    |                      | 14. Charles Gordon, IV conte di Aboyne      |                                                    |  |  |       |  |  |                                       |  |  |                                         |  |
|                                            |                      | 15. lady Margaret Stewart                   | 30. Alexander Stewart, VI conte di Galloway (= 10) |  |  |       |  |  |                                       |  |  |                                         |  |
|                                            |                      | 15. lady Margaret Stewart                   | 30. Alexander Stewart, VI conte di Galloway (= 10) |  |  |       |  |  |                                       |  |  |                                         |  |
|                                            |                      | 15. lady Margaret Stewart                   | 31. lady Catherine Cochrane (= 11)                 |  |  |       |  |  |                                       |  |  |                                         |  |
|                                            |                      | 15. lady Margaret Stewart                   |                                                    |  |  |       |  |  |                                       |  |  |                                         |  |